# باول غيرفيه
باول غيرفيه (بالفرنسية: Paul Gervais)‏ هو رسام فرنسي، ولد في 7 سبتمبر 1859 في تولوز في فرنسا، وتوفي في 1936 في باريس في فرنسا.